# Donald Bull (scénariste)
Pour les articles homonymes, voir Donald Bull et Bull.
Donald Simon Bull, né le 21 septembre 1913 à Londres et décédé en septembre 1993 à Haringey, est un scénariste britannique ayant écrit pour des séries télévisées.

## Filmographie
- 1937 : Tempête dans une tasse de thé (Storm in a Teacup)
- 1938 : South Riding de Victor Saville